# Jingjing und Chacha
Jingjing und Chacha (警 警 und 察察, ein Wortspiel für das chinesische Wort Polizei (auf Deutsch ungefähr „Polipoli“ und „Zeizei“), Chinesisch: 警察; pinyin: jǐngchá) sind die Karikatur-Maskottchen der Abteilung Internetüberwachung des Büros für öffentliche Sicherheit in Shenzhen, Volksrepublik China. Am 22. Januar 2006 erstmals erschienen, werden sie unter anderem benutzt, um chinesische Internet-Nutzer zu informieren, was im chinesischen Internet aufzurufen oder zu schreiben erlaubt ist und was nicht. Laut dem Direktor der Shenzhen-Internet-Polizei, „[veröffentlichten wir] das Bild der Internet-Polizei in Form einer Karikatur [...], damit alle Internet-Nutzer wissen, dass das Internet kein Platz außerhalb des Gesetzes ist [und dass] die Internet-Polizei in jeglichem Online-Verhalten Ordnung halten wird.“ Nebst Pornografie, Glücksspiel und Betrug ist darunter auch alles zu verstehen, was die soziale Ordnung und die Stabilität des Staates untergräbt.
Die Shenzhen-Polizei plant, Bilder von den beiden Charakteren auf der Hauptseite aller Shenzhen-Websites und Bulletin Board-Systeme zu platzieren und eine Online-Polizei-Präsenz zu schaffen, mit dem Ziel, die Bürger daran zu erinnern, ihr eigenes Verhalten in Übereinstimmung mit dem chinesischen Gesetz zu kontrollieren, genauso wie eine wirkliche Polizei-Präsenz in der realen Welt. Jeder dieser „Cybercops“ hat einen Blog und ein Chat-Fenster auf deren Website, durch die chinesische Internetnutzer mit ihnen kommunizieren können und sich über die Gesetze und Vorschriften im Zusammenhang mit dem Internet schlaumachen können, und wo sie den neuesten Stand der Internet-Richtlinien finden. Auf der Internetseite besteht auch die Möglichkeit, mit dem Instant-Messenger Tencent QQ oder über einen Blog Fragen an Jingjing und Chacha zu stellen. Nebst den Angelegenheiten über Internet-Zensur, behandeln sie auch Fälle in Bezug auf Computerviren, Computerkriminalität und andere solche Belange.
Im August 2007 kündigte die Pekinger Polizei eine ähnliche Kampagne mit animierten Offizieren an. Die Pekinger Version der Charaktere erscheint jede halbe Stunde auf 13 der wichtigsten Webportale Chinas und zeigt Nachrichten über Internetgesetze und Verhaltensweisen an.

## Kritik
Trotz dieser zusätzlichen Funktionen berichtete die China Digital Times, dass ihr von einem Beamten des Präsidiums mitgeteilt wurde, dass der Hauptzweck von Jingjing und Chacha immer noch nur die „Einschüchterung“ der Nutzer sei, und sie offen daran erinnere, „ihr Online-Verhalten selbst zu regulieren“.